# Морозов, Евгений Владимирович (футболист)
Евгений Владимирович Морозов (род. 14 февраля 2001, Москва) — российский футболист, защитник московского «Локомотива» и сборной России.

## Биография
Выпускник академии московского «Локомотива». В клубе с 13 февраля 2019 года. С 2019 года играл в молодёжном первенстве (забил 6 голов в 34 матчах), а также фарм-клубе «Локомотив-Казанка», выступавшем во втором дивизионе (4 мяча в 21 матче). Вторую половину сезона 2021/22 провёл в первом дивизионе ФНЛ на правах арены в «Волгаре» (забил 2 мяча в 10 играх).
27 мая 2022 года перешёл в «Факел» на правах аренды. Дебютировал в премьер-лиге 12 августа 2022 года в домашнем матче 5-го тура чемпионата против «Урала» (0:0), выйдя на замену на 63-й минуте.

## Статистика
| Выступление         | Выступление      | Выступление      | Чемпионат | Чемпионат | Кубки | Кубки | Прочее | Прочее | Итого | Итого |
| Клуб                | Лига             | Сезон            | Игры      | Голы      | Игры  | Голы  | Игры   | Голы   | Игры  | Голы  |
| ------------------- | ---------------- | ---------------- | --------- | --------- | ----- | ----- | ------ | ------ | ----- | ----- |
| → Локомотив-Казанка | ФНЛ-2            | 2020/21          | 4         | 0         | —     | —     | —      | —      | 4     | 0     |
| → Локомотив-Казанка | ФНЛ-2            | 2021/22          | 17        | 4         | —     | —     | —      | —      | 17    | 4     |
| → Локомотив-Казанка | Итого            | Итого            | 21        | 4         | —     | —     | —      | —      | 21    | 4     |
| → Волгарь           | ФНЛ              | 2021/22          | 10        | 2         | —     | —     | —      | —      | 10    | 2     |
| → Волгарь           | Итого            | Итого            | 10        | 2         | —     | —     | —      | —      | 10    | 2     |
| → Факел             | РПЛ              | 2022/23          | 25        | 2         | 3     | 0     | 2      | 0      | 30    | 2     |
| → Факел             | Итого            | Итого            | 25        | 2         | 3     | 0     | 2      | 0      | 30    | 2     |
| Локомотив (Москва)  | РПЛ              | 2023/24          | 23        | 2         | 4     | 0     | —      | —      | 27    | 2     |
| Локомотив (Москва)  | Итого            | Итого            | 23        | 2         | 4     | 0     | —      | —      | 27    | 2     |
| Всего за карьеру    | Всего за карьеру | Всего за карьеру | 79        | 10        | 7     | 0     | 2      | 0      | 88    | 10    |

1. ↑  Стыковые матчи за право играть в Премьер-лиге.